# 石玉崑
石玉崑（1810年?—1871年），號問竹主人，天津市人，生卒年不詳，據學者考證，應活躍於清嘉庆至咸丰年間。清朝十九世紀評話家、小說家，編有《龍圖公案》、《忠烈俠義傳》。
善講《忠烈俠義傳》，原稿有三千余篇。其後經人編為小說，成《三俠五義》一百二十回，《小五義》一百二十四回，《續小五義傳》一百二十四回，先後出世。
《龍圖公案》，為五鼠鬧東京的故事，別出心裁，改編成俠義英雄白玉堂等人輔佐包拯為民申冤辦案，並且平定藩王作亂的故事。其中人物描寫細膩，情節曲折，富有生活氣息。